# Condado de Dillon
El condado de Dillon (en inglés: Dillon County, South Carolina), fundado en 1910, es uno de los 46 condados del estado estadounidense de Carolina del Sur. En el año 2000 tenía una población de 30 722 habitantes con una densidad poblacional de 29 personas por km². La sede del condado es Dillon.

## Geografía
Según la Oficina del Censo, el condado tiene un área total de 1054 km² (406,9 mi²), de la cual 1049 km² (405 mi²) es tierra y 5 km² (1,9 mi²) es agua.

### Condados adyacentes
- Condado de Robeson, al norte.
- Condado de Columbus, al norte.
- Condado de Horry, al este.
- Condado de Marion, al sur.
- Condado de Florence, al suroeste.
- Condado de Marlboro, al oeste.

## Demografía
En el 2000 la renta per cápita promedia del condado era de $26 630 y el ingreso promedio de una familia era de $32 690. El ingreso per cápita del condado era de $13 272. En 2000 los hombres tenían un ingreso per cápita de $26 908 y las mujeres de $18 007. Alrededor del 24,2% de la población estaba bajo el umbral de pobreza nacional.

## Ciudades y pueblos
- Dillon
- Floydale
- Kemper
- Lake View
- Latta
- Hamer